# 朝日交通
朝日交通（日语：／）株式會社是一間總部位於山形縣鶴岡市下名川，庄交控股旗下的巴士公司。
在1995年，庄內交通於朝日地區的本地巴士路線轉讓至朝日交通負責時成立。在2014年4月1日，再次合併至庄內交通株式會社，曾經的總部變成了庄內交通朝日營業所。

## 歷史
- 1995年9月 - 朝日交通株式會社成立。
- 2014年4月1日 - 再次合併至庄內交通[1]。

## 營業所
- 總部·朝日營業所
  - 山形縣鶴岡市下名川字村下96

## 曾經行走的巴士路線
在2014年4月1日起，所有班次由庄內交通負責。
- 機線
  - S-MALL（日语：エスモール） - 鶴岡站前 - 小真木原運動公園前 / 三中（日语：鶴岡市立鶴岡第三中学校）前 - 金峰登山口 - 機
- 落合·田麥俁（湯殿山）線
  - （中央高校（日语：山形県立鶴岡中央高等学校） - ）S-MALL - 鶴岡站前 - Wave前（ - 協立復康醫院） - 山添（ - Bonbo ） - 落合 - 大綱 - 田麥俁（ - 湯殿山滑雪場（日语：湯殿山スキー場） /  - 湯殿山口 - 湯殿山（日语：湯殿山_(山形県)））

粗體區間：在冬季可滑雪日之星期六／日／假日／年尾年初期間行走，路線延伸至田麥俁〜湯殿山滑雪場之間。
斜體區間：在4月下旬〜11月上旬期間行走，路線延伸至田麥俁〜湯殿山之間。
- 大鳥線
  - （中央高校 - ）S-MALL - 鶴岡站前 - Wave前（ - 協立復康醫院） - 山添（ - 片栗溫泉Bonbo） - 落合 - 朝日廳舍前 - 大針 - 上田澤（ - 大鳥登山口 - 西大鳥）

- 松根·朝日線
  - （中央高校 - ）S-MALL - 鶴岡站前 - Wave前 - 勝福寺 - 山添（ - 櫛引溫泉「Yu〜TOWN」） - 宮之下 - 上松根（ - 朝日體育中心前 - 朝日廳舍）

## 注腳
1. ↑  庄内交通株式会社の合併のお知らせ （页面存档备份，存于）（日語）（庄內交通 2014年4月）

## 外部連結
- 庄交集團 （页面存档备份，存于）（日語）